# Urawa no Usagi-chan
Urawa no Usagi-chan (浦和の調ちゃん? lett. "Usagi-chan di Urawa") è una serie televisiva anime prodotta da A-Real e diretta da Mitsuyuki Ishibashi, trasmessa in Giappone dal 9 aprile al 25 giugno 2015.

## Trama
La serie segue le vicende di otto ragazze delle scuole superiori che vivono a Urawa nella prefettura di Saitama.

## Personaggi

Da sinistra a destra: Tokiwa, Usagi, Minami

Usagi Takasago (高砂 調?, Takasago Usagi)
Doppiata da: Asami Seto
Giovane studentessa di Urawa, è amica di Minami e Tokiwa. Fa affidamento sulle sue amiche quando vede avvicinarsi le date dei test di valutazione. Considerata dalle compagne come un po' ingenua, Usagi è una ragazza molto positiva. Afferma di aver ricevuto il suo nome perché nata vicino ad un tempio dedicato ad una divinità-coniglio.
Minami Oyaba (大谷場 南?, Oyaba Minami)
Doppiata da: Keiko Watanabe
Amica di Usagi e Tokiwa, ama provocare quest'ultima scherzando sul suo carattere ben poco remissivo e le diete che ciclicamente si impone. Sebbene l'aria spensierata e il carattere scostante la facciano apparire una studentessa poco motivata, riesce spesso a classificarsi in cima alla lista dei migliori studenti dell'istituto.
Tokiwa Kamikizaki (上木崎 常盤?, Kamikizaki Tokiwa)
Doppiata da: Satomi Akesaka
Amica di Usagi e Minami, poco sopporta gli scherzi e i commenti ironici dell'amica Oyaba, che punisce con severità. Rappresentante del consiglio studentesco, partecipa con passione alle sue riunioni, soprattutto per affrontare e confrontarsi pubblicamente con la "stella" dell'istituto, Saiko.
Saiko Numakage (沼影 彩湖?, Numakage Saiko)
Doppiata da: Rumi Ōkubo
Egocentrica presidente del consiglio studentesco, si accanisce sul club dei treni per via della rivale Tokiwa Kamikizaki. Con delle nekomimi sul capo e dei vestiti appariscenti indosso, afferma di voler diventare la diva di tutta Urawa e poi Saitama; la sua apparenza di giovane molto sicura di sé tradisce una certa goffaggine; si fa accompagnare, ed eventualmente aiutare, dalla compagna Kojika.
Kojika Bessho (別所 子鹿?, Bessho Kojika)
Doppiata da: Miyu Kubota
Membro del consiglio studentesco e braccio destro di Saiko. Scopre con sorpresa di avere gusti molto simili ad Usagi Takasago, con la quale condivide la sua passione per il videogioco fittizio Usabon, di ambientazione storica.
Sakura Tajima (田島 桜?, Tajima Sakura)
Doppiata da: Yo Taichi
Zelante membro del club dei treni.
Midori Saido (道祖土 緑?, Saido Midori)
Doppiata da: Hisako Tōjō
Presidente del club dei treni.
Misono Mimuro (三室 美園?, Mimuro Misono)
Doppiata da: Nao Tamura
Presidente del comitato disciplinare dell'istituto, ha un pessimo senso dell'orientamento e perciò non è raro incontrarla mentre vaga con l'aria smarrita per la scuola o il quartiere.

## Produzione
La serie televisiva anime, prodotta da A-Real e diretta da Mitsuyuki Ishibashi, è andata in onda dal 9 aprile al 25 giugno 2015. La sigla di chiusura è Urawa ga tomaranai (URAWAがとまらない?) di Everyone Interested From Urawa Third High School (un gruppo composto da Asami Seto, Satomi Akesaka, Rumi Ōkubo, Miyu Kubota, Yo Taichi, Hisako Tōjō, Keiko Watanabe e Nao Tamura). In tutto il mondo, ad eccezione dell'Asia, gli episodi sono stati trasmessi in streaming in simulcast, anche coi sottotitoli in lingua italiana, da Crunchyroll. Una seconda stagione, intitolata Musashino! (むさしの！?) e inizialmente prevista per l'estate 2017, è stata rimandata a tempo indeterminato.

### Episodi
| Nº | Titolo italiano Giapponese 「Kanji」 - Rōmaji | In onda        | In onda |
| Nº | Titolo italiano Giapponese 「Kanji」 - Rōmaji | Giapponese     |         |
| 1  | Possa anche oggi essere una buona giornata 「今日もいい日でありますように」 - Kyō mo ii hi de arimasu yō ni                                         | 9 aprile 2015  |         |
| 2  | Andiamo al club! 「部活へ行こう！」 - Bukatsu e ikō!                                                                                                | 16 aprile 2015 |         |
| 3  | Oggi, nell'ora in cui il vento mi parla 「風、語りかける今日この頃」 - Kaze, katarikakeru kyō kono Goro                                             | 23 aprile 2015 |         |
| 4  | L'angelo spericolato di Urawa, appare Saiko Numakage! 「浦和の暴走天使 沼影彩湖登場！」 - Urawa no bōsō tenshi Numakage Saiko tōjō!                 | 30 aprile 2015 |         |
| 5  | La vita è un ciclo di indecisioni 「人生は迷いの連続である」 - Jinsei wa mayoi no renzoku de aru                                                    | 7 maggio 2015  |         |
| 6  | L'identità della ragazza ninja 「ニンジャガール・アイデンティティ」 - Ninja gāru aidentiti                                                          | 14 maggio 2015 |         |
| 7  | All'improvviso è tempo di incontri matrimoniali 「お見合いの時期は突然に」 - Omiai no Jiki wa totsuzen ni                                           | 21 maggio 2015 |         |
| 8  | Guerra! "Consiglio studentesco" VS "club dei treni" – Prima parte 「衝突！！生徒会 VS 鉄道部 その壱」 - Shōtotsu!! Sēto-kai VS Tetsudō-bu Sono ichi | 28 maggio 2015 |         |
| 9  | Guerra! Quiz Saitamania 「決戦！クイズサイタマニア」 - Kessen! Kuizu Saitamania                                                                     | 4 giugno 2015  |         |
| 10 | Usiamo i nostri armadietti con attenzione 「ロッカーは大事に使いましょう」 - Rokkā wa daiji ni tsukaimashō                                          | 11 giugno 2015 |         |
| 11 | La pazienza è la virtù dei forti! 「突っ込んだら、そこで負け！」 - Tsukkondara, soko de make!                                                       | 18 giugno 2015 |         |
| 12 | Possa anche domani essere una buona giornata 「明日もいい日になりますように」 - Ashita mo ii hi ni narimasu yō ni                                   | 25 giugno 2015 |         |